# ドリーム山形・新宿号

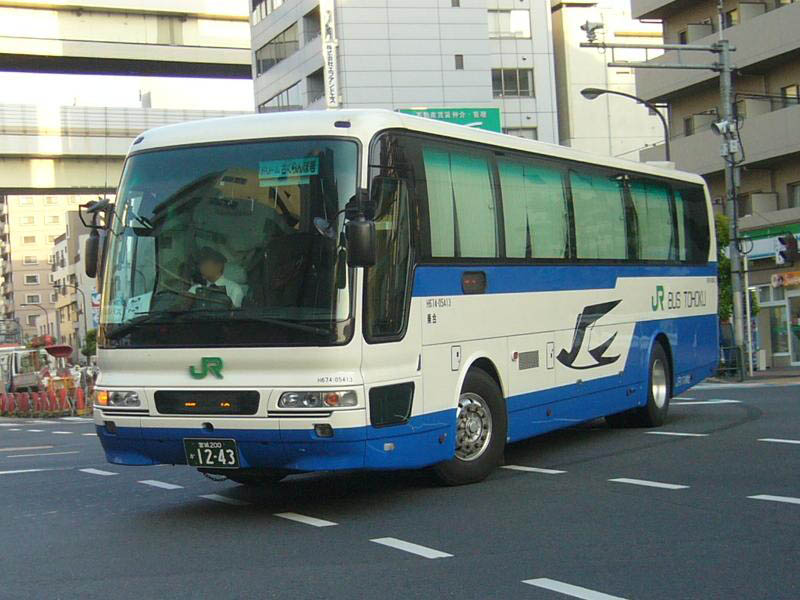
ドリームさくらんぼ号（ジェイアールバス東北）

ドリーム山形・新宿号（ドリームさくらんぼ号）（ドリームやまがた・しんじゅくごう（ドリームさくらんぼごう））は千葉県浦安市・東京都渋谷区 と山形県山形市を結んでいた夜行高速バスである。さらに繁忙期の特定日に東京都千代田区と山形県山形市を結ぶ臨時便ドリーム山形・東京号（ドリームやまがた・とうきょうごう）が運行された。
2020年（令和2年）3月29日より、定期便は「ドリーム山形・新宿号」と改称され、従来からの「ドリームさくらんぼ号」の愛称は副名称化された。また、臨時便の「山形・東京号」についても「ドリーム」の愛称が冠せられ、「ドリーム山形・東京号」となった。
2022年（令和4年）12月16日出発便より新たに米沢市経由となり、愛称がドリーム山形/米沢・新宿号（臨時便はドリーム山形/米沢・東京号）に変更された。
全ての座席が指定のため、乗車には事前の予約が必要。
本項では過去に運行していた「さくらんぼ号」（昼行便）についても記述する。

## 所轄事業所
- ジェイアールバス東北（仙台支店）

※東京側ではジェイアールバス関東が発券及び運行支援業務を担当。

## 運行経路
- 定期便「ドリーム山形/米沢・新宿号」：東京ディズニーランド - バスタ新宿 - 池袋駅東口（新宿・TDL行のみ） - 王子駅前（新宿・TDL行のみ） - 米沢駅東口 - 山形駅東口 - 山形県庁前
- 臨時便「ドリーム山形/米沢・東京号」：東京駅八重洲南口（降車は日本橋口） - 米沢駅東口 - 山形駅東口 - 山形県庁前
  - 上下便とも羽生PAで休憩する[4]。

## 運行回数
- 定期便：夜行便1日1往復。
- 臨時便：繁忙期の特定日のみ運行。

## 運賃
現在はカレンダー運賃（S・A・B・Cの4段階）を採用している。

## 歴史
- 2003年（平成15年）
  - 12月1日 - 「さくらんぼ号」1日3往復（昼行2、夜行1）で運行開始（山形営業所担当）。
  - 日付不明 - 夜行1往復の愛称が「ドリームさくらんぼ号」となる。
- 2006年（平成18年）1月12日 - 昼行便廃止。夜行のみとなる。同時に担当営業所を山形支店から仙台支店へ移管。
- 2014年（平成26年）4月1日 - 運賃改定[5]。
- 2016年（平成28年）
  - 3月31日 - JRみどりの窓口での乗車券発売を終了（取扱は同日出発分まで）[6]。
  - 4月4日 - 新宿の発着場所をバスタ新宿に変更。繁忙期に東京駅 - 山形駅間で運行する「山形・東京号」も新たに設定。
- 2019年（平成31年／令和元年）
  - 4月16日 - 「ドリームさくらんぼ号」東京側の発着地を東京ディズニーランドに変更[7]。
  - 11月1日 - 東京ディズニーランドののりばをバスターミナル・ウエストに変更[8]。
- 2020年（令和2年）
  - 4月8日 - 新型コロナウイルス感染拡大の影響により、この日より同年4月30日出発便まで運休[9]。
  - 5月11日 - この日より当面の間運休[10]。
  - 6月4日 - 上り2号（山形発）がこの日の出発便より（下り1号（新宿発）は翌6月5日より）運行再開（ただし東京ディズニーランドが休園中のため、バスタ新宿発着）[11]。
  - 7月9日 - 上り2号（山形発）がこの日の出発便より（下り1号（新宿発）は翌7月10日より）東京ディズニーランド乗り入れを再開[12]。
- 2021年（令和3年）
  - 1月17日 - この日の山形発の便より（首都圏発は翌1月18日出発便より）同年1月27日の山形出発便まで（首都圏発は翌1月28日出発便まで）運休[13][14]。
  - 2月18日 - 2月13日夜に発生した福島県沖地震の影響により東北新幹線が不通になったため、この日より同年2月23日まで臨時便（1日2便）を運行[15]。
- 2022年（令和4年）12月16日 - この日の出発便より新たに米沢駅東口に停車、愛称が「ドリーム山形/米沢・新宿号」（臨時便は「ドリーム山形/米沢・東京号」）に変更[3]。
- 2025年（令和7年）4月1日 - この日より当面の間運休[16]。

## 使用車両
- 独立3列シート、トイレ付きハイデッカー車で運行。
  - 2号車以降は原則として4列シート車での運行となる。

## 乗車券発売箇所
1ヶ月1日前から下記箇所で発売。
- JRバス関東東京駅
- バスタ新宿
- 高速バスネット
- 発車オ〜ライネット
- ローソン店頭端末「LOPPI」
- ファミリーマート店頭端末「Famiポート」で発売。

## 利用状況
| 年度               | 運行日数 | 運行便数 | 年間輸送人員 | 1日平均人員 | 1便平均人員 |
| 2003（平成15）年度 | 122      | 735      | 6,354        | 52.1        | 8.6         |
| 2004（平成16）年度 | 365      | 2,285    | 29,582       | 81.0        | 12.9        |
| 2005（平成17）年度 | 365      | 1,987    | 28,556       | 78.2        | 14.4        |
| 2006（平成18）年度 | 365      | 852      | 16,035       | 43.9        | 18.8        |
| 2007（平成19）年度 | 366      | 951      | 16,513       | 45.1        | 17.4        |